# 薩摩藩第一次英国留学生
薩摩藩第一次英国留学生（さつまはんだいいちじえいこくりゅうがくせい）は、慶応元年(1865年)に日本を密出国し、英国へ渡った19人の薩摩藩士から成る「薩摩藩遣英使節団」のうち、学生として現地で学んだ15名のこと。

## 概要

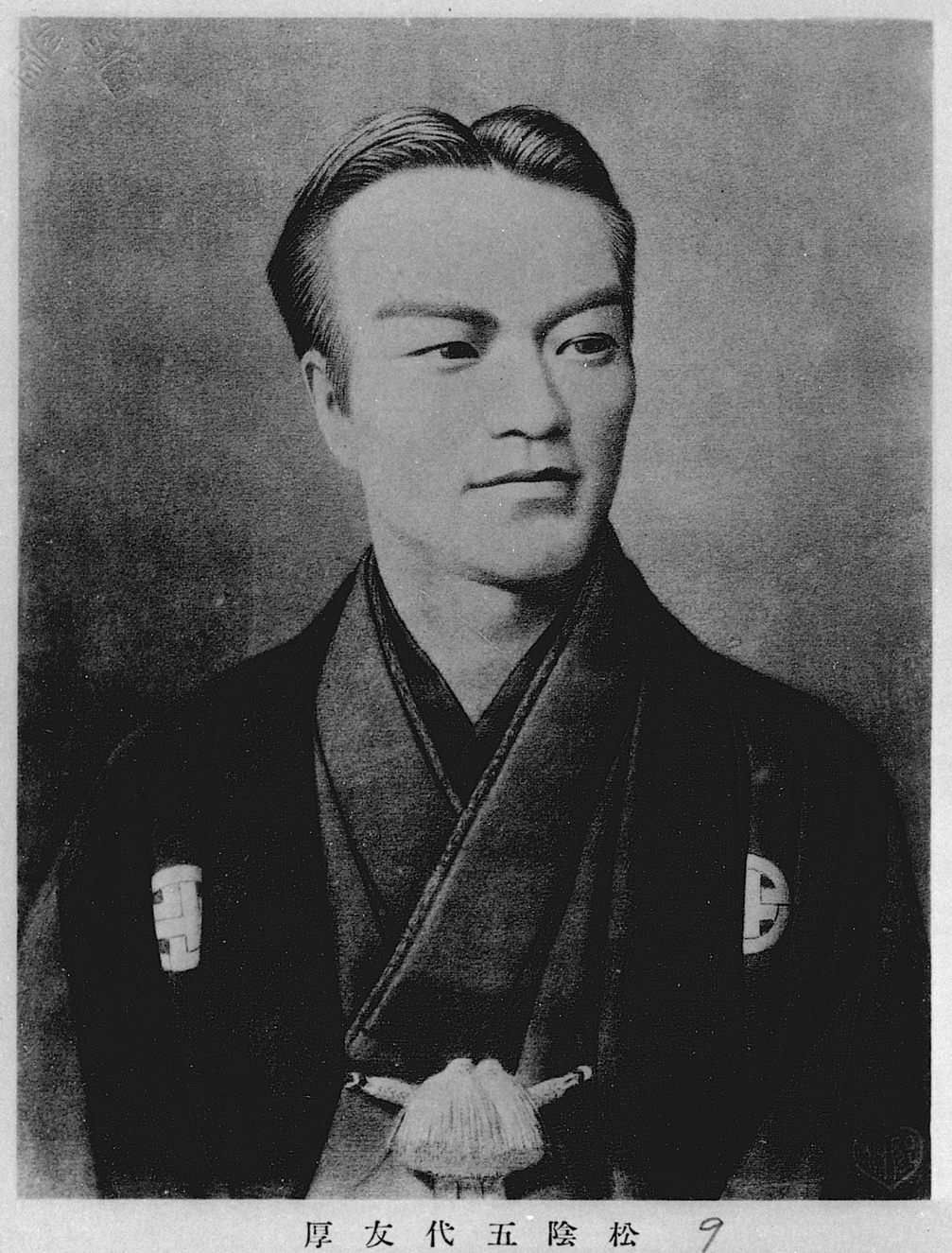
五代友厚

1863年の薩英戦争を機に、薩摩藩では海外に通じた人材養成の気運が高まった。薩英戦争でイギリス軍の捕虜となった五代友厚は、翌1864年に、欧州への留学生派遣を強く推す富国強兵策「五代才助上申書」を藩に提出し、薩摩藩洋学校「開成所」教授の石河確太郎も大久保利通に開成所の優秀な学生の派遣を上申した。開成所は、薩英戦争後の藩の近代化政策の一環として、洋式軍制拡充の目的で1864年に創設された藩立の洋学養成機関で、語学のほか、砲術、兵法などの軍事学や天文、数学などの自然科学を中心に教えていた。
1865年2月13日、視察員4名と開成所を中心に留学生15名が選ばれ、留学渡航の藩命が下される。鎖国下においては洋行禁止のため、表向きは「甑島・大島周辺の調査」としての辞令で、藩主からは各人に変名が与えられていた。
鹿児島城下を発つ前日には、攘夷思想を持つ畠山丈之助、島津織之介、高橋要の3名が留学辞退を申し出たが、畠山のみ藩主・島津久光の説得に応じ、辞退した島津と高橋の代わりには、同じ家格から村橋直衛と名越平馬が選出された。
同年2月15日、使節団長の新納久脩に率いられ鹿児島を出発した留学生一行（計16名）は、苗代川（現・日置市美山）で一泊し、翌日に市来湊から船で薩摩郡串木野郷羽島村（現・鹿児島県いちき串木野市羽島）に渡った。一行は、トーマス・グラバーが用意した船に乗船する予定となっており、船は長崎から羽島沖に迂回して来ることになっていた。留学生たちは、船が来るまでの2ヵ月余りの間、海沿いにあった藤崎家と川口家に逗留し勉学に励み渡航に備えた。
1865年4月14日に、英国渡航に係る手続きで長崎に滞在していた五代友厚、松木弘庵（1862年に江戸幕府の文久遣欧使節として渡航経験有、後の寺島宗則）、堀宗次郎の3名が羽島に到着し、留学生一行と合流した。1865年4月16日、グラバーの持ち船であるオースタライエン号が羽島沖に現れると、荷物を積み込み、そこで停泊する船内で寝ることとなった。
翌日の1865年4月17日（旧暦3月22日）、一行（計19名）は昼前に密航出国した。
5月28日（旧暦）にイギリス到着後、一行19名のうち、引率係の新納久脩、松木弘庵（後の寺島宗則）、五代友厚と、通訳の関研蔵、年少の長沢鼎を除いた14名が、3か月の語学研修ののち、ロンドン大学のユニバーシティカレッジの法文学部聴講生として入学し、先に入学していた長州藩の留学生2名（井上勝と南貞助）とともに学んだ。長沢はアバディーンのグラバーの家に預けられ、地元の学校に通った。大学では、英国軍事学の基礎とも言える歴史・科学・数学などを主に学び、約半数が経済的理由により一年後の1866年夏に帰国した。この間留学生と会った画家のジョージ・プライス・ボイスは美術評論家のウィリアム・マイケル・ロセッティ（画家ロセッティの弟）に宛てた書簡で彼らのことを「育ちがよく聡明で英語も少しわかる」と評している。近年、新しい史料から新納久脩らは、スコットランドのグラスゴーに軍艦を注文に訪れていたことが判明した。
残留した学生たちは、学業のほか、欧州各地を訪問するなどしたのち、一部はシャルル・ド・モンブランの紹介でフランスに転学、森有礼、鮫島尚信、長澤鼎、吉田清成、畠山義成、松村淳蔵の6名は、英国下院議員ローレンス・オリファントの「日本再生のために役立つ」という勧めに従い、オリファントが信奉する宗教家トマス・レイク・ハリスが創立した宗教共同体「新生兄弟」のコロニーに参加するため、1867年夏にアメリカに移った。オリファントは留学生たちのことを「人に迷惑をかけることを嫌い、世間知らずで、真実で愛すべき誠実な人たち」と評し、留学生たちにハリスの教えこそ「外国から日本を守る唯一の道」と説いて勧誘した。教団コロニーでの自給自足の共同生活は、学資の尽きてきた留学生たちにとっても好都合であった。また、英国で1年を過ごした時点で留学生たちはキリスト教文明社会について懐疑的になっており、オリファントらの影響もあってか、欧米諸国の欲心にのみとらわれて侵略行為を繰り返す弱肉強食的な体質を批判して学ぶべき点が少ないとし、「表面的には公平な英国もその実は技巧権謀に支配された不義不法の国」と国元に書き送っている。
同教団には、森らの勧めで、薩摩藩から新たな留学生たちも参加した（薩摩藩第二次米国留学生）。

## 使節団一覧
薩藩海軍史にある名簿から本名（先頭のもの。その他は別名）、年齢、出国時の仮名／変名）、及びその他は以下の通り。海外渡航が禁じられていた時代であったため、家族に害が及ぶことを恐れて別名を使った。
| 本名       | 別名               | 年齢 | 出国時の変名                            | 備考 |
| ---------- | ------------------ | ---- | --------------------------------------- | --- |
| 町田民部   | 町田久成           | 28   | 上野良太郎                              | 一所持、日置郡石谷村領主、大目付。2年間の滞在ののち、英国から1867年夏に留学生の一部、及び中井弘、野村盛秀らと帰国後、外務省、内務省で重職を務め、帝国博物館初代館長。               |
| 町田猛彦   | なし               | 21   | 山本幾馬                                | 町田久成の弟。羽島滞在中に自殺したといわれている。 |
| 町田申四郎 | 実積、小松清緝     | 19   | 塩田権之丞                              | 町田久成の弟 |
| 町田清蔵   | 財部実行           | 15   | 清水兼次郎                              | 町田久成弟、「財部実行回顧談」著者。 |
| 畠山丈之助 | 畠山義成           | 23   | 杉浦弘蔵                                | 一所持格、当番頭。英国に2年間滞在したのち1867年夏にアメリカに転学、岩倉使節団に参加。アメリカに計6年滞在したのち帰国し、開成学校校長、東京書籍館長、博物館長。                      |
| 鮫島尚信   | 清蔵、誠蔵         | 23   | 野田伸平                                | 1866年夏に渡米しハリスと面会。1867年夏に英国からアメリカ転学出後、ハリスの助言により森有礼と共に1868年8月帰国、英仏代理公使。                                                       |
| 磯永彦助   | 長沢鼎             | 14   | 長沢鼎                                  | 1867年夏に英国からアメリカ転学、後にカリフォルニアのワイン作りに貢献。生涯アメリカで暮らす。                                                                                        |
| 森金之丞   | 森有礼             | 21   | 沢井鉄馬                                | 1866年6-8月ロシア視察（『航魯紀行』）。1867年夏に英国からアメリカ転出し1年滞在後、ハリスの助言により鮫島尚信と共に1868年8月帰国、米国代理公使、明六会社長、中国大使、初代文部大臣。 |
| 市来勘十郎 | 松村淳蔵           | 24   | 松村和彦                                | 1866年6-8月ロシア視察。1867年夏に英国からアメリカ転学後、米国海軍士官学校日本人留学生第一号。                                                                                       |
| 吉田已次   | 吉田清成           | 20   | 永井五百助 五百助ジョン・ウェスリー永井 | 1866年夏に渡米しハリスと面会。1867年夏に英国からアメリカ転学後、上野景範に随いて英国へ転出、帰国後大蔵省少輔として岩倉使節に後発合流、米国大使。                                    |
| 村橋直衛   | 村橋久成           | 23   | 橋直輔                                  | 寄合並、御小姓組番頭。1年で帰国。サッポロビール前身の開拓使麦酒醸造所開設に関わる。                                                                                                 |
| 松元誠一   | 高見弥市           | 34   | 大石団蔵 安藤勇之助                     | 土佐藩出身、土佐勤王党。「旧造士館回想録」著者。造士館の数学教師となる。 |
| 東郷愛之進 | なし               | 21   | 岩屋虎之助                              | 戊辰戦争で死去。 |
| 名越平馬   | 時成               | 19   | 三笠政之介                              | 名越左源太の息子。 |
| 田中静洲   | 朝倉盛明           | 24   | 朝倉省吾                                | 英国からフランスへ転学。のちに日本初の政府直轄鉱山生野銀山の鉱山長を務める。 |
| 中村宗見   | 中村博愛           | 24   | 吉野清左衛門                            | 英国からフランスへ転学。のちにマルセイユ領事、デンマーク公使、元老院議官、勅選貴族院議員となる。                                                                                    |
| 新納刑部   | 新納久脩           | 34   | 石垣鋭之助                              | 一所持、伊佐郡大口領主、家老。引率者。 |
| 松木弘庵   | 寺島陶蔵、寺島宗則 | 23   | 出水泉蔵                                | 1862年に幕府の文久遣欧使節として既に欧州への渡航経験があり、案内役として参加。1866年春に帰国。帰国後、外務卿、文部卿、参議。                                                        |
| 五代才助   | 五代友厚           | 29   | 関研蔵                                  | 案内役として参加。1865年末に帰国。帰国後、大阪税関長などを経て実業界へ。 |
| 堀宗次郎   | 堀孝之、壮十郎。   | 21   | 高木征二                                | 長崎出身通訳。堀達之助の次男。 |